# Tròada

Troas

La Tròada o Tròade (grec antic: Τρῳάς) és l'antic territori del nord-oest de l'Àsia Menor governat pels reis de Troia o Ílion. Del nom de la ciutat va sorgir el de la regió, que va mantenir durant molt de temps, encara que el regne hagués desaparegut. En el seu territori hi havia també altres ciutats gregues.
No se saben les dimensions de l'antic regne. El mateix Homer no en defineix les fronteres i per exemple Dardània, veïna i aliada de Troia, governada per membres de la família de Príam, podria haver estat una aliada o simplement súbdita de la Tròada. En èpoques posteriors va formar part de la regió de Mísia, que comprenia la costa de la mar Egea, del cap de Lècton fins a prop de Dàrdan i Abidos, a l'Hel·lespont, amb una extensió cap a l'interior d'uns 15 km. Al sud, arribava fins a la costa de Mísia enfront de l'illa de Lesbos, amb les ciutats d'Assos i Antandros. Estrabó magnifica el territori i el fa extensíssim.
La Tròada era una plana extensa travessada per les branques finals del mont Ida, i travessada pel riu Escamandre i el Simoent. La plana descendia de l'Ida i acollia diverses ciutats importants. Segons la Ilíada, Aquil·les presumeix d'haver destruït onze ciutats del territori de Troia, que segurament haurien estat llogarets o pobles petits. Troia era sens dubte la ciutat més important, amb fortes muralles i una acròpoli.
Els habitants de la Tròada en el seu conjunt s'anomenaven Τρῶες (Trṓes), i els escriptors romans els van anomenar troians (com els habitants del regne i ciutat de Troia) i també teucres, perquè suposadament els antics pelasgs que va emigrar a la zona estaven dividits en dues branques, una de les quals era la que havia dirigit Teucre, que, procedents de Tràcia, es van establir a la Tròada i es van barrejar amb els frigis que vivien a la regió.
Segons la Ilíada, el Regne de Troia es va acabar amb la conquesta i la destrucció de la ciutat pels grecs suposadament el 1184 aC, però de fet va continuar i no va arribar a ser destruït fins més tard pels frigis, un poble que va emigrar d'Europa cap a Àsia.